# Thrixspermum maculatum
Thrixspermum maculatum är en orkidéart som beskrevs av Rudolf Schlechter. Thrixspermum maculatum ingår i släktet Thrixspermum och familjen orkidéer. Inga underarter finns listade i Catalogue of Life.